# Ray Bloomfield
Ray Bloomfield (Londra, 15 ottobre 1944) è un ex calciatore inglese, di ruolo attaccante.

## Biografia
Ray era nipote di Jimmy Bloomfield, giocatore dell'Arsenal e del West Ham Utd.

## Carriera
Formatosi nelle giovanili dell'Arsenal passa successivamente all'Aston Villa. Con il club di Birmingham esordisce nella massima divisione inglese nella stagione 1964-1965. La stagione seguente ottiene nuovamente il sedicesimo posto finale.
Nel 1967 si trasferisce negli Stati Uniti d'America per giocare nell'Atlanta Chiefs.
Con gli Chiefs ottenne il quarto posto della Western Division della NPSL, non riuscendo così a qualificarsi per la finale della competizione, poi vinta dagli Oakland Clippers. Bloomfield con il suo club vince la North American Soccer League 1968. Nella stagione seguente ottiene il secondo posto finale, mentre in quella del 1970 il secondo posto della Southern Division.
Nella stagione 1971 passa ai Dallas Tornado, con cui vince il torneo nordamericano sconfiggendo in finale il suo vecchio club, l'Atlanta Chiefs, giocando nella gara di ritorno del 15 settembre vinta per 4-1. Nel 1972 giunse alle semifinali del torneo, mentre in quella seguente giunse alla finale, perdendola contro il Philadelphia Atoms.

## Palmarès
- Campionato NASL: 2

Atlanta Chiefs: 1968
Dallas Tornado: 1971